# Новочеркаський трамвай
Новочерка́ський трамва́й — діюча трамвайна мережа міста Новочеркаськ, Росія.

## Історія
Відкриття трамвайної мережі в Новочеркаську відбулося 22 січня 1954 маршрутом вул. Пушкінська - завод ім. Будьонного (на середину 2010-х НЕВЗ). З 1955 року у Новочеркаську вже експлуатуються дві лінії,  з 1960 - три. У 1970-1990 роках діяв також маршрут №4. У березні 2004 року запущена нова лінія K, яка проходить промислову зону.

## Маршрути
Трамвайна мережа на середину 2010-х складається з чотирьох ліній: 1, 2, 3, К. Місто має одне трамвайне депо.
- № 1. Ул. Генерала Лебедя — НЭВЗ — Ул. Генерала Лебедя.
- № 2. Трамвайное депо — Ул. Генерала Лебедя.
- № 3. Ул. Генерала Лебедя — НЗСП — Ул. Генерала Лебедя.
- б/н. Кольцевой:
Ранок: Разъезд — НЭВЗ — Разъезд.
Вечір: Разъезд — НЗСП — Разъезд.

## Рухомий склад на середину 2010-х
| Тип     | Штук |
| ------- | ---- |
| KTM-5   | 15   |
| KTM-8K  | 1    |
| KTM-8KM | 1    |
| KTM-19K | 3    |

Крім того службові вагони:
- GS-4 − 3 вагони
- KTM-5 − 1 вагон
- VTK-24− 1 вагони